# Diceratiidae
I Diceratiidae sono una famiglia di pesci ossei abissali dell'ordine Lophiiformes.

## Descrizione
I Diceratiidae sono riconoscibili dagli altri Lophiiformes abissali per la presenza, nelle sole femmine, di un secondo raggio allungato e staccato della pinna dorsale recante un fotoforo, che prende il nome di illicio, in tutti gli altri Lophiiformes l'illicio è singolo. Questo secondo raggio allungato è visibile solo nelle femmine di piccola taglia mentre scompare negli individui adulti di grandi dimensioni. L'illicio è inoltre ricoperto di piccole spine cutanee. Il maschio, di cui si conosce un solo esemplare, ha grandi occhi e narici e spinule su tutta la pelle. I giovanili di sesso femminile hanno corpo globoso, quasi sferico.
La taglia di questi pesci non supera i 25 cm nelle femmine di Bufoceratias wedli che è la specie più grande. L'unico maschio noto misurava 1,4 cm.

## Distribuzione e habitat
Sono noti per le aree tropicali e subtropicali dell'Oceano Atlantico e dell'Indo-Pacifico dove vivono sia sulla piattaforma continentale che sulla scarpata.

## Biologia
I maschi non sono parassiti.

## Specie
- Genere Bufoceratias
  - Bufoceratias shaoi
  - Bufoceratias thele
  - Bufoceratias wedli
- Genere Diceratias
  - Diceratias bispinosus
  - Diceratias pileatus
  - Diceratias trilobus[2]